# På Gud, som åt fågeln bereder
På Gud, som åt fågeln bereder är en psalm för äkta makar av Svante Alin. Den är därmed mer lämpad för husandakt än som församlingssång, men torde ha använts som sådan vid vigslar ifall församlingen tänkts sjunga å brudparets vägnar. Den femstrofiga psalmens tredje och fjärde strofer är av bönekaraktär, inledning och avslutning däremot mer ett vittnesbörd och en avsiktsförklaring.
Melodin är samma melodi som till psalmen Vi kristna bör tro och besinna (Den svenska psalmboken 1986 nr 243) och har nu en tonsättning av förmodat tyskt ursprung från 1500-talet med hänvisning till Köpenhamn 1569 och Kangasala 1624. 

## Publicerad som
- Nr 618 i Nya psalmer 1921, tillägget till 1819 års psalmbok under rubriken "Det Kristliga Troslivet: Troslivet i hem och samhälle: Det kristna hemmet: Äkta makar".